# 현대 파워텍 엔진
현대 파워텍 엔진(Hyundai Powertec Engine)은 2000년 현대자동차에서 개발한 대형자동차용 디젤 엔진이다. 2008년부터는 터보방식을 WGT에서 VGT로 바꾸고 유로4기준을 적용하였으며, 2015년부터 배기가스 규제가 유로 6으로 강화됨에 따라 요소수 탱크가 추가된 뉴파워텍 엔진이 시판 중에 있다. 2002년까지는 에어로 익스프레스 HSX ,에어로 퀸, 그랜버드 블루스카이, 그랜버드 선샤인에 파워텍 옵션을 적용하였으나 그 이후로는 필수로 바뀌었다. 2016년 파워텍엔진에서 L-엔진으로 변경되었다.

## 제원
- 엔진형식 : 직렬 6기통
- 과급방식 : 터보인터쿨러(초기형 WGT, 뉴파워텍 VGT)
- 인젝터 : 전자제어 유닛인젝션(EUI) 직접분사방식/ 커먼레일 고압 직접 분사방식(유로6)
- 배기량 : 12,742cc
- 밸브 : 4밸브 OHC
- 최대출력 : 버스:380~440마력(트럭:520~540마력)(유로6,SCR)
- 최대토크 : 160~265kg.m

## 장착 차량
- 현대 에어로
- 현대 유니버스
- 기아 그랜버드
- 현대 트라고
- 현대 엑시언트
- 현대 메가트럭
- 현대 뉴파워트럭